# 小泉村 (岐阜県安八郡)
小泉村（こいずみむら）は、かつて岐阜県安八郡にあった村である。
現在の大垣市小泉町などに該当する。

## 歴史
- 1889年（明治22年）7月1日 - 町村制 により、小泉村発足。
- 1897年（明治30年）4月1日 - 今福村、直江村、古宮村、米野村、平村、深池村、難波野村と合併し川並村が発足。同日小泉村廃止。